# Gustavo de la Parra
Gustavo de la Parra Navarro (Madrid, 19 dicembre 1975) è un ex calciatore spagnolo, di ruolo difensore.

## Carriera
Cresciuto nel settore giovanile dell'Atlético Madrid, esordisce in prima squadra nella stagione 1999-2000 in cui i colchoneros vengono retrocessi in Segunda División. Segna la sua unica rete in carriera il 23 aprile 2006 aprendo le marcature nel 2-0 finale tra Las Palmas e Melilla.